# 塞布利克
塞布利克（德語：Seeblick）是德国勃兰登堡州的一个市镇，隶属于哈弗尔兰县。总面积为48.41平方千米，截至2020年总人口为898人。